# Callionymus koreanus
Callionymus koreanus är en fiskart som först beskrevs av Nakabo, Jeon och Li, 1987.  Callionymus koreanus ingår i släktet Callionymus och familjen sjökocksfiskar. Inga underarter finns listade.